# Olho d'Água do Piauí
Olho d'Água do Piauí is een gemeente in de Braziliaanse deelstaat Piauí. De gemeente telt 2.755 inwoners (schatting 2009).